# De Zwarte Boer
De Zwarte Boer is een voormalige herberg in de Gelderse plaats Leuvenum. De voormalige herberg heeft nog steeds een horecafunctie in de vorm van een hotel-restaurant.

## Geschiedenis
De herberg De Zwarte Boer lag aan een kruispunt van zogenaamde Hessenwegen, doorgaande handelswegen van Duitsland naar het westelijk deel van de Nederlanden. De herberg fungeerde als pleisterplaats voor de doorgaande reizigers. De aanleg van de Zuiderzeestraatweg, vanaf 1830, betekende een vermindering van het aantal reizigers dat gebruik maakte van de herberg. De aanleg van de Postweg tussen Harderwijk en Elspeet in 1859 betekende echter een gunstige kentering voor De Zwarte Boer, het aantal overnachtingen nam weer toe. Na de afbraak in 1854 van het oude Huis te Leuvenum, dat vlak achter De Zwarte Boer was gelegen, werden de vrijkomende bakstenen gebruikt voor de uitbreiding van de achterzijde van de herberg. Aan de achterzijde van De Zwarte Boer heeft de beeldend kunstenaar Beb Kruese een schildering in de open lucht aangebracht, waarop het oude Huis te Leuvenum is afgebeeld.
In de gelagkamer van de voormalige herberg bevindt zich een 19e-eeuwse schouw met twee tegels waarop de afbeeldingen staan van Koning Willem II en zijn echtgenote Anna Paulowna.
In 1951 werd het gebouw na een brand gerenoveerd. In 2007/2008 werd het pand verbouwd en kreeg het weer een hotelfunctie.

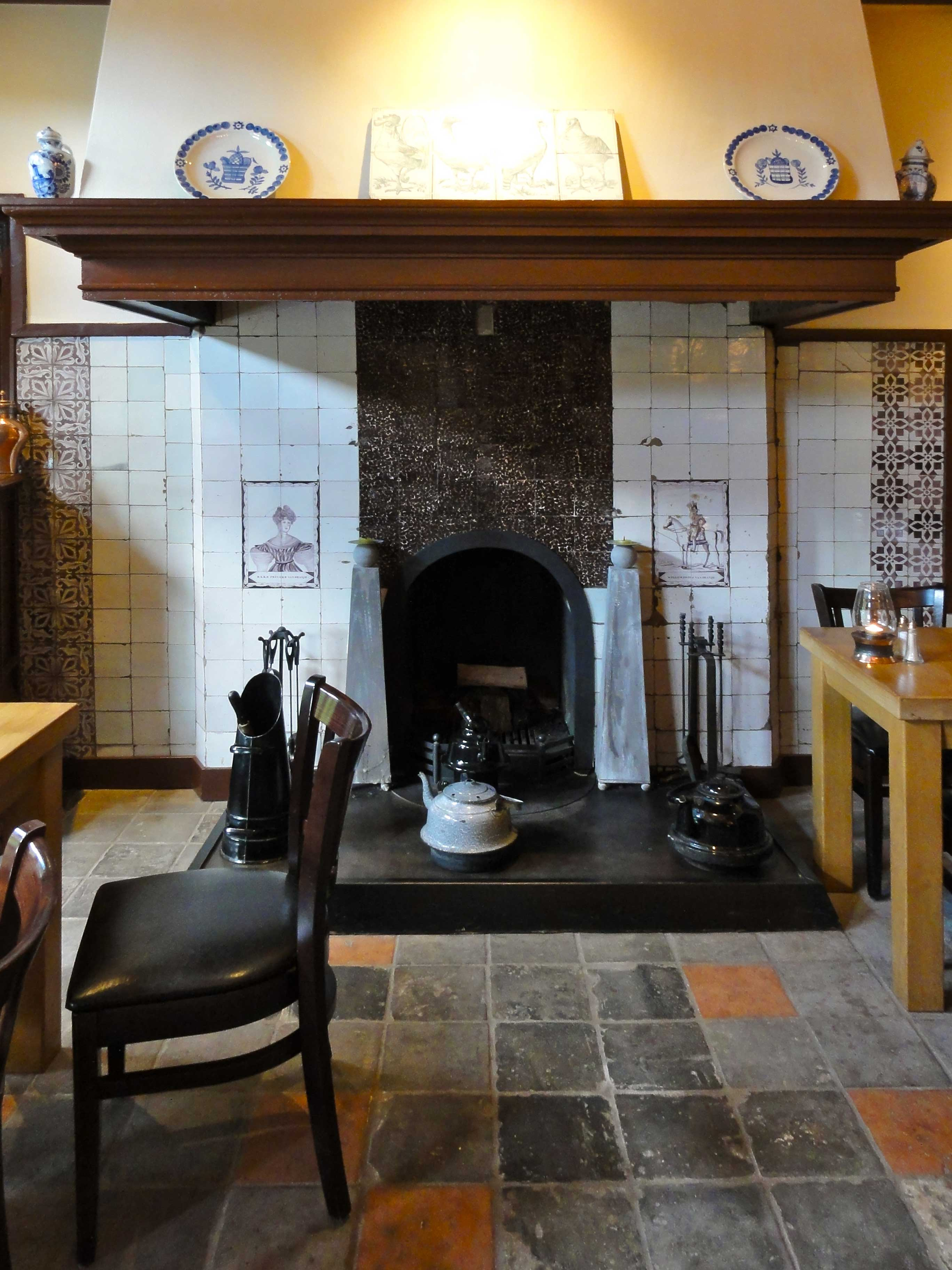
De schouw in de gelagkamer van De Zwarte Boer
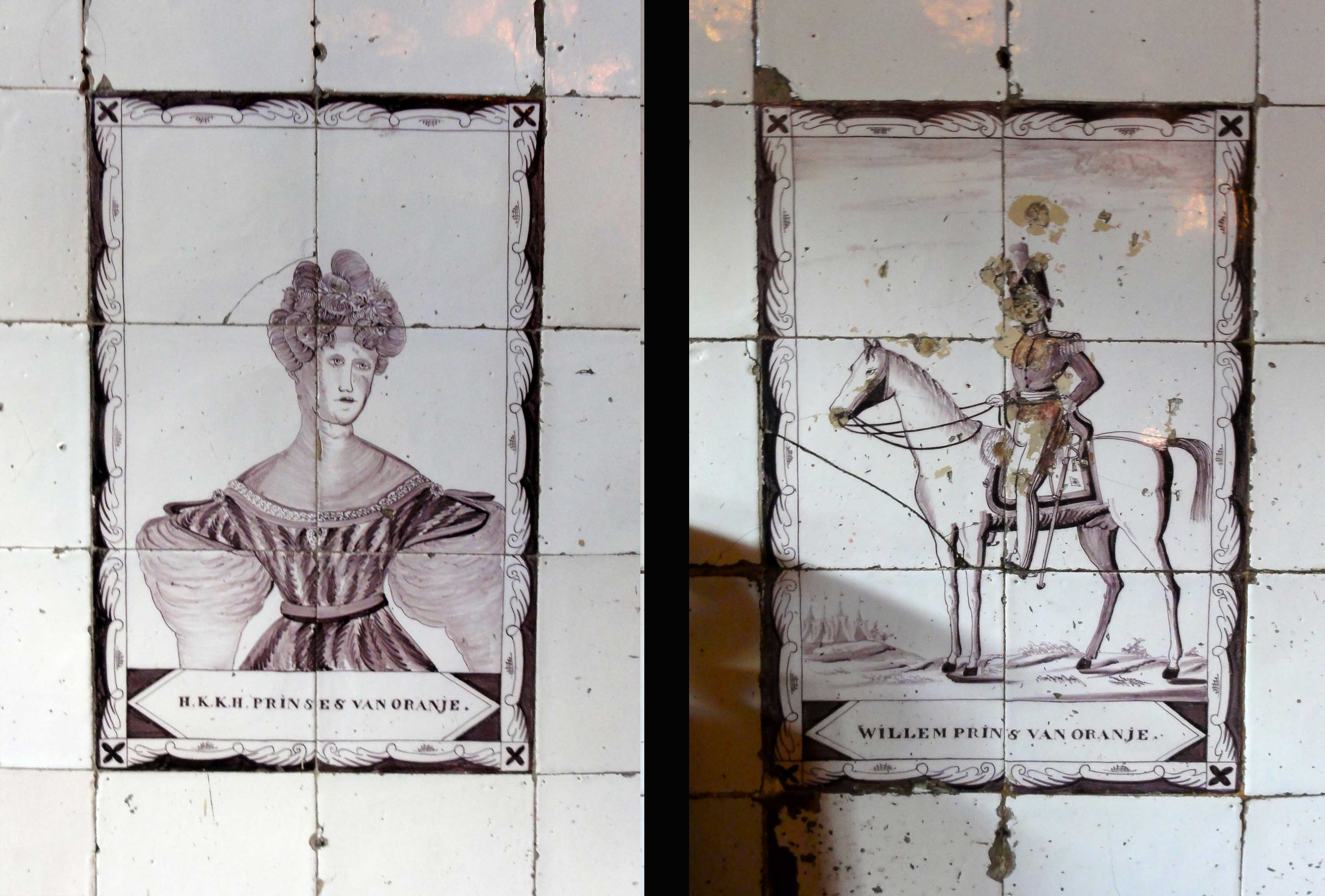
Tegels met de afbeeldingen van Willem II en Anna Paulowna
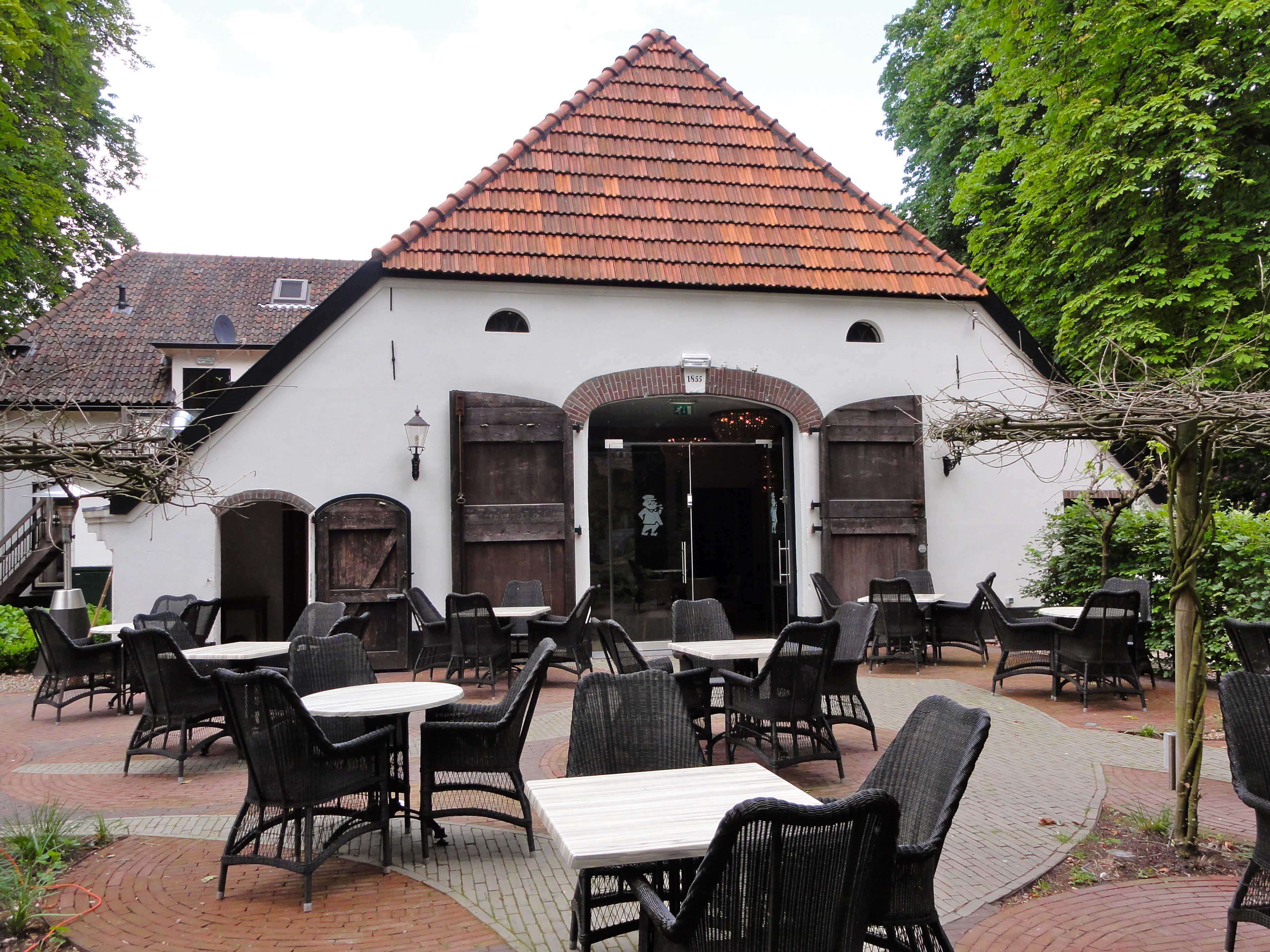
De achterzijde van De Zwarte Boer
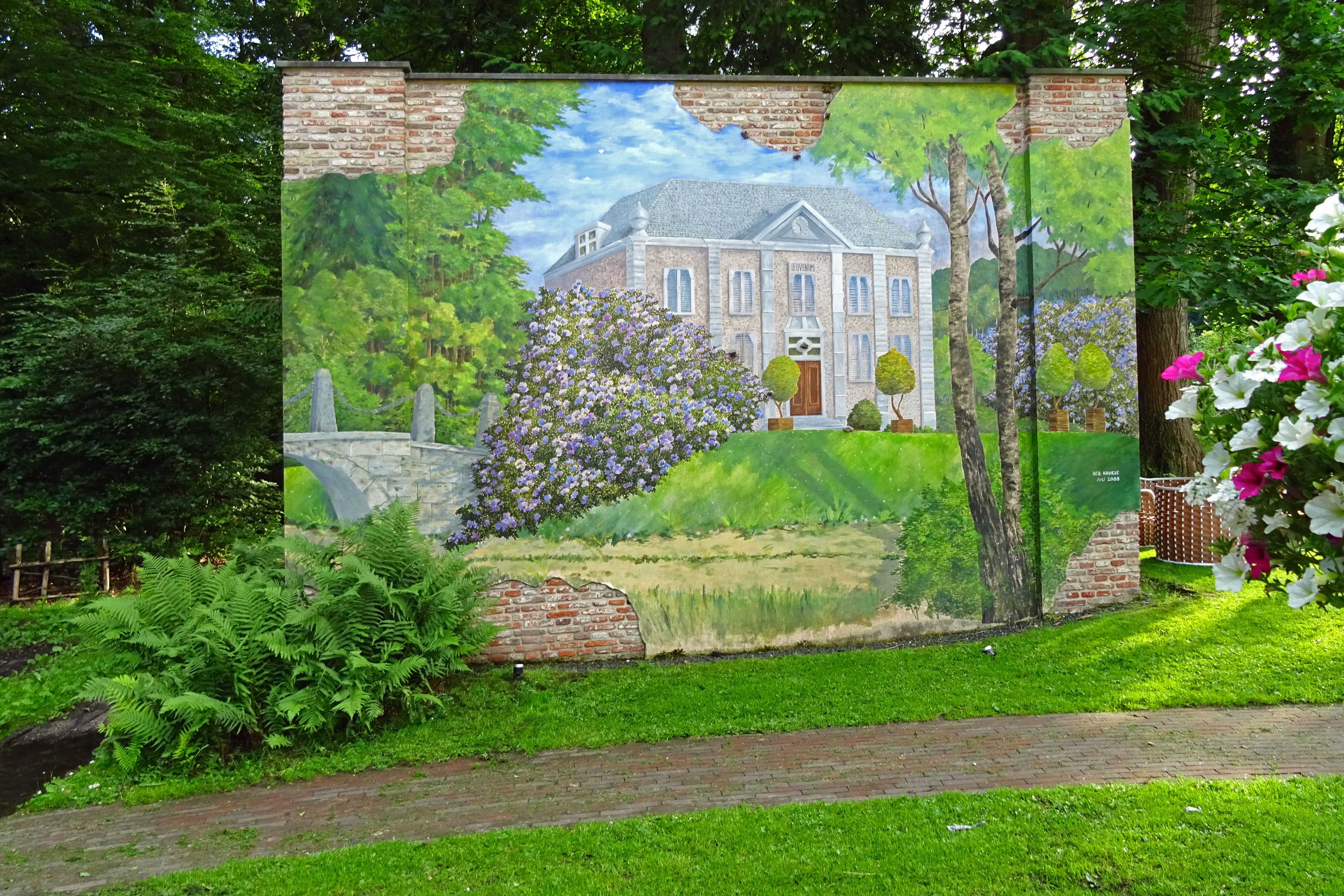
Het oude Huis te Leuvenum achter De Zwarte Boer door Beb Kruese